# ویشساوا
ویشساوا (به صربی: Višesava) یک منطقهٔ مسکونی در صربستان است که در بایینا باشتا واقع شده‌است. ویشساوا ۱٬۵۶۶ نفر جمعیت دارد.